# بالوما راو
بالوما راو (بالإنجليزية: Paloma Rao)‏ هي ممثلة هندية، ولدت في 4 فبراير 1986 في تشيناي في الهند.